# مصر در المپیک
اولین حضور مصر در بازی‌های المپیک مربوط به بازی‌های المپیک تابستانی ۱۹۱۲ است و از آن زمان تاکنون ورزشکارانی را به اکثر دوره‌های بازی‌های المپیک تابستانی اعزام کرده است. مصر به همراه کامبوج، عراق و لبنان بازی‌های ۱۹۵۶ را در اعتراض به تهاجم سه‌جانبهٔ اسرائیل، بریتانیا و فرانسه به مصر در بحران سوئز تحریم کرد. با این حال، مسابقات سوارکاری بازی‌های ۱۹۵۶ پنج ماه قبل‌تر در استکهلم، سوئد (به دلیل قوانین قرنطینه استرالیا) برگزار شد و سه سوارکار مصری در آنجا شرکت کردند. مصر همچنین پس از سه روز رقابت در بازی‌های المپیک تابستانی ۱۹۷۶ به منظور پیوستن به تحریم گسترده آفریقا در پاسخ به حضور نیوزیلند، که هنوز روابط ورزشی با آپارتاید آفریقای جنوبی داشت، از ادامهٔ مسابقات خودداری کرد. مصر همچنین در تحریم بازی‌های المپیک تابستانی ۱۹۸۰ به نشانهٔ اعتراض به اتحاد جماهیر شوروی به دلیل تهاجم به افغانستان شرکت نکرد. شرکت مصر در بازی‌های المپیک زمستانی تنها یک بار در سال ۱۹۸۴ با حضور یک اسکی‌باز آلپاین بوده است.
ورزشکاران مصری تاکنون مجموعاً ۴۱ مدال کسب کرده‌اند که وزنه‌برداری بهترین ورزش آن‌ها است.
کمیتهٔ المپیک مصر در سال ۱۹۱۰ تأسیس شد و در همان سال نیز به تأیید کمیتهٔ بین‌المللی المپیک رسید.

## شرکت در بازی‌های المپیک

### قبل از جنگ جهانی دوم
مصر برای اولین بار در بازی‌های المپیک تابستانی ۱۹۱۲ شرکت کرد، زمانی که شمشیرباز احمد حسنین در مسابقات شمشیربازی با شمشیر و فِلوره حضور یافت. از آنجایی که مصر در آن زمان بخشی از امپراتوری عثمانی بود، حسنین نتوانست تحت پرچم مصر رقابت کند. گزارش رسمی اطمینان ندارد که آیا حسنین واقعاً در دور دوم مسابقات حضور داشت یا خیر.
در بازی‌های المپیک تابستانی ۱۹۲۰، مصر برای اولین بار با پرچم خود شرکت کرد. یک هیئت ۲۳ نفره از ورزشکاران در شش رشتهٔ ورزشی حضور یافت، که بخش عمده‌ای از آن را تیم ملی فوتبال مصر تشکیل می‌داد. نتایج چندان چشمگیر نبود. در بازی‌های المپیک تابستانی ۱۹۲۴، ۳۴ ورزشکار در هشت رشتهٔ ورزشی رقابت کردند و وزنه‌بردار حمد سامی و کشتی‌گیر ابراهیم مصطفی به مقام چهارم دست یافتند. کریکور آگاتون اولین مصری بود که در دو رشتهٔ ورزشی، شمشیربازی و تیراندازی، شرکت کرد.
در بازی‌های المپیک تابستانی ۱۹۲۸، مصر اولین مدال‌ها را به دست آورد. وزنه‌بردار السید نصیر در تاریخ ۲۹ ژوئیهٔ ۱۹۲۸، مدال طلا را در دستهٔ وزن‌های نیمه‌سنگین کسب کرد و با این پیروزی اولین مدال‌آور و قهرمان المپیک مصر شد. تیم ملی فوتبال مصر با رسیدن به نیمه‌نهایی شگفتی‌ساز شد. آنها با پیروزی‌های بزرگ در مرحلهٔ یک‌هشتم نهایی مقابل ترکیه (۷-۱) و در مرحلهٔ یک‌چهارم نهایی مقابل پرتغال (۲-۱) به نیمه‌نهایی رسیدند، جایی که با نتیجهٔ ۰-۶ برابر آرژانتین شکست خوردند. در بازی برای مدال برنز نیز در برابر ایتالیا با نتیجه ۳-۱۱ شکست خوردند که تا امروز با ۱۴ گل، پرگل‌ترین بازی نهایی تاریخ رقابت‌های فوتبال المپیک است.
در بازی‌های المپیک تابستانی ۱۹۳۲، مصر هیچ ورزشکاری را اعزام نکرد. چهار سال بعد، در بازی‌های المپیک تابستانی ۱۹۳۶، ۶۰ ورزشکار شرکت کردند و با کسب پنج مدال، از جمله دو قهرمانی، یکی از بهترین نتایج تاریخ المپیک مصر را رقم زدند. قابل توجه است که همهٔ پنج مدال توسط وزنه‌برداران کسب شد.

### دهه‌های ۱۹۴۰ و ۱۹۵۰
در بازی‌های المپیک تابستانی ۱۹۴۸ که در لندن برگزار شد، مصر با ۹۹ شرکت‌کننده حاضر بود. این تیم با کسب پنج مدال، از جمله دو قهرمانی، به همان موفقیت‌های بازی‌های ۱۹۳۶ دست یافت. این بار نیز وزنه‌برداران دو مدال طلا کسب کردند و کشتی‌گیران در کشتی فرنگی موفق به کسب یک نقره و یک برنز شدند.
در بازی‌های المپیک تابستانی ۱۹۵۲، بزرگترین هیئت مصری تا آن زمان با ۱۱۴ شرکت‌کننده اعزام شد. این تعداد تا سال ۲۰۱۲ تکرار نشد. یک مدال برنز در کشتی کسب شد و همچنین تیم شمشیربازی با فِلوره به مرحلهٔ نیمه‌نهایی رسید. در وزنه‌برداری، که تا آن زمان موفق‌ترین رشته ورزشی بود، تنها محمد ابراهیم صالح به رتبهٔ چهارم دست یافت.
به دلیل بحران سوئز، مصر بازی‌های المپیک تابستانی ۱۹۵۶ را تحریم کرد. با این حال، سه شرکت‌کننده به بازی‌های سوارکاری که پنج ماه پیش در استکهلم برگزار شده بود، اعزام شدند.

### دهه‌های ۱۹۶۰ و ۱۹۷۰
مصر، پادشاهی متوکلی یمن و سوریه در سال ۱۹۵۸ به کشورهای متحد عربی پیوستند. در بازی‌های المپیک تابستانی ۱۹۶۰، تیم المپیکی مصر که به نام جمهوری متحد عربی با کد کشور UAR رقابت می‌کرد، علاوه بر کسب دو مدال، یک مدال نقره در کشتی و یک برنز در بوکس، به یک جایگاه چهارم غیرمنتظره در مسابقات پرش با اسب نیز دست یافت. وزنه‌بردار محمد محمود ابراهیم نیز در دسته وزنه‌های سنگین به رتبه چهارم رسید.
با اینکه اتحادیهٔ کشورهای عربی منحل شد، مصر نام UAR را تا سال ۱۹۶۸ حفظ کرد. در بازی‌های بعد از رم، برای مدت ۲۴ سال هیچ مدال المپیکی کسب نشد. تیم فوتبال مصر در بازی‌های المپیک تابستانی ۱۹۶۴ چهارم شد. در بازی برای مدال برنز، با نتیجه ۱-۳ به تیم آلمان باخت.

### دهه‌های ۱۹۷۰ و ۱۹۸۰
تیم المپیکی مصر در بازی‌های المپیک تابستانی ۱۹۷۲ نیز مانند بازی‌های ۱۹۶۸ بدون مدال باقی ماند.
سه روز پس از افتتاح بازی‌های المپیک تابستانی ۱۹۷۶، کمیتهٔ ملی المپیک مصر ورزشکاران خود را از رقابت‌ها خارج کرد تا به تحریم کشورهای آفریقایی بپیوندد. چهار نفر از ورزشکاران، شامل سه بوکسور و یک وزنه‌بردار، تا آن زمان مسابقات خود را برگزار کرده بودند. تیم بسکتبال نیز اولین بازی خود را انجام داده بود. کمیتهٔ ملی المپیک مصر به دعوت تحریم ایالات متحدهٔ آمریکا در بازی‌های المپیک تابستانی ۱۹۸۰ نیز شرکت نکرد.
در بازی‌های المپیک زمستانی ۱۹۸۴، برای اولین و تاکنون تنها بار، یک ورزشکار مصری، جمیل ال-ریدی، در رشتهٔ اسکی آلپاین شرکت کرد.
در بازی‌های المپیک تابستانی ۱۹۸۴، بعد از ۲۴ سال، نخستین مدال به دست آمد. جودوکار محمد علی رشوان مدال نقره در وزن آزاد را به دست آورد. کمیتهٔ ملی المپیک مصر برای اولین بار زنان را به لوس آنجلس اعزام کرد. شناگران شیرویت حافظ و خواهرش نوین حافظ در تاریخ ۲۹ ژوئیهٔ ۱۹۸۴ به عنوان اولین ورزشکاران زن مصری در المپیک شرکت کردند.
در بازی‌های المپیک تابستانی ۱۹۸۸، مصر موفقیت چشمگیری نداشت و تنها یک جایگاه چهارم در وزن فوق‌سنگین توسط کشتی‌گیر حسن ال-حداد در کشتی فرنگی برجسته بود.

### دههٔ ۱۹۹۰
بازی‌های المپیک تابستانی ۱۹۹۲ نیز برای تیم مصر موفقیت‌آمیز نبود. در تاریخ ۲۶ ژوئیهٔ ۱۹۹۲، شناگر رانیه علوانی در مسابقات مقدماتی ۱۰۰ متر آزاد به عنوان جوان‌ترین شرکت‌کنندهٔ مصری تا آن زمان به رقابت پرداخت.
در بازی‌های المپیک تابستانی ۱۹۹۶ نیز هیچ موفقیت ویژه‌ای به دست نیامد. تیم هندبال مردان با سه پیروزی و سه شکست به مقام ششم دست یافت.

### از سال ۲۰۰۰ تا کنون

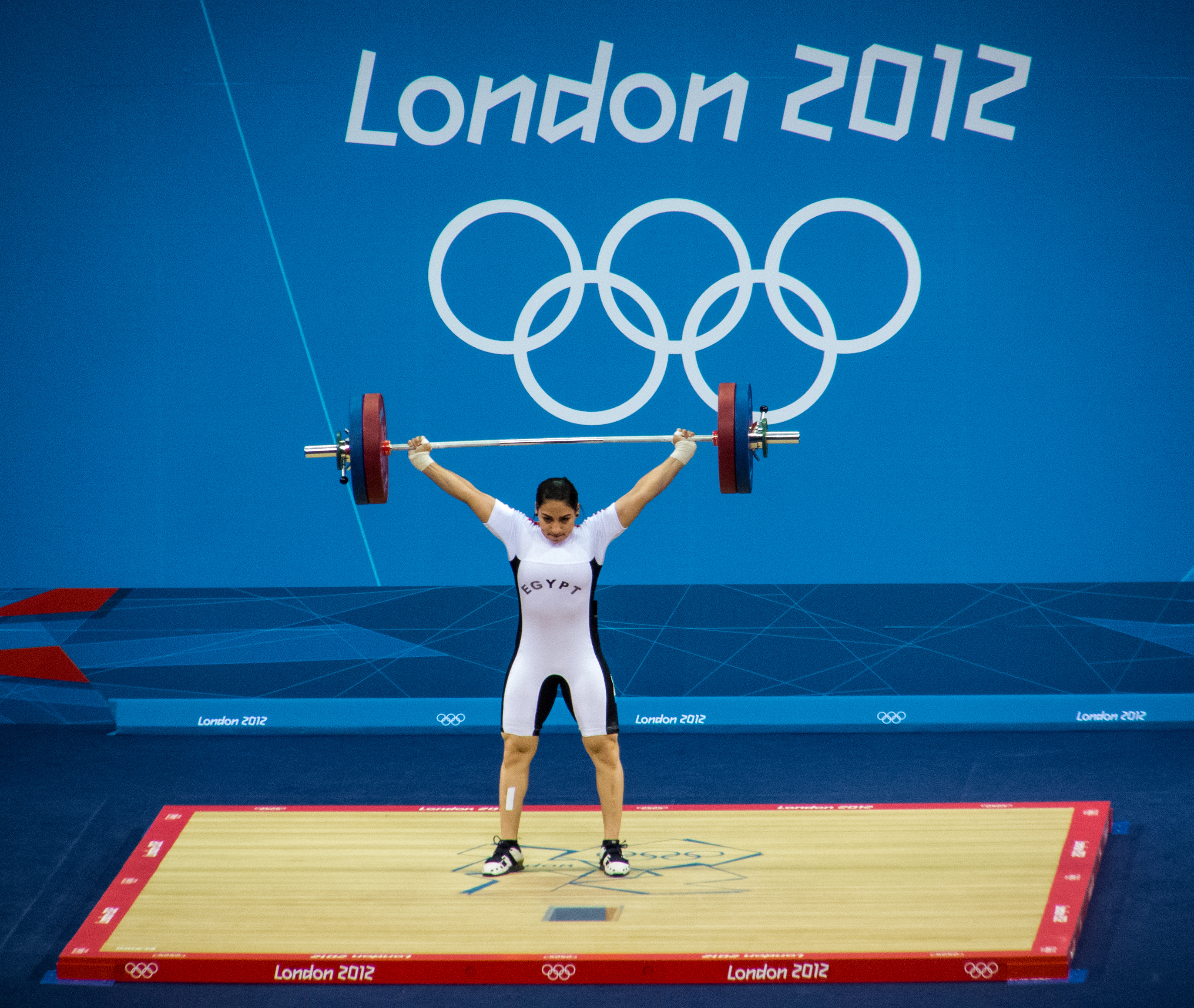
عبیر عبدالرحمان در بازی‌های المپیک تابستانی ۲۰۱۲

در بازی‌های المپیک تابستانی ۲۰۰۰، شرکت‌کنندگان مصری موفق به کسب مدال نشدند. در تاریخ ۲۳ سپتامبر ۲۰۰۰، محمد خورشد با ۴۹ سال و ۳۲۹ روز، به عنوان پیرترین شرکت‌کنندهٔ مصری در المپیک در رشتهٔ تیراندازی با تفنگ به رقابت پرداخت. خورشد برای پنجمین بار در المپیک شرکت می‌کرد.
در بازی‌های المپیک تابستانی ۲۰۰۴، کشتی‌گیر کرم ابراهیم جابر با کسب مدال طلای خود در کشتی فرنگی اولین مدال را پس از ۲۰ سال برای مصر به ارمغان آورد. این پیروزی همچنین اولین قهرمانی پس از ۵۶ سال بود. با یک مدال نقره و سه مدال برنز، این بازی‌ها به سومین دورهٔ موفق برای مصر تبدیل شد.
در بازی‌های المپیک تابستانی ۲۰۰۸، دو مدال برنز دیگر به دست آمد. وزنه‌بردار عبیر عبدالرحمان در دستهٔ وزنه‌های نیمه‌سنگین ابتدا در جایگاه پنجم قرار گرفت که پس از دو بار محرومیت به دلیل دوپینگ، مدال برنز را دریافت کرد و به اولین زن مصری که مدال المپیک کسب کرد تبدیل شد.
در بازی‌های المپیک تابستانی ۲۰۱۲، کمیتهٔ ملی المپیک مصر ۱۰۹ شرکت‌کننده، از جمله ۳۶ زن، را به لندن اعزام کرد. کرام ابراهیم در وزن نیمه‌سنگین کشتی مدال نقره گرفت و پس از مدال طلای ۲۰۰۴، موفق‌ترین ورزشکار مصری در المپیک شد. علاوه بر مدال نقره دیگر در رشته شمشیربازی فِلوره به دست آمد و در وزنه‌برداری نیز کسب مدال دیگری رقم خورد.

## جدول مدال‌ها
| بازی‌ها | ورزشکاران      | طلا            | نقره           | برنز           | کل             | رتبه           |
| ۱۹۱۲   | ۱              | ۰              | ۰              | ۰              | ۰              | –              |
| ۱۹۲۰   | ۲۲             | ۰              | ۰              | ۰              | ۰              | –              |
| ۱۹۲۴   | ۳۳             | ۰              | ۰              | ۰              | ۰              | –              |
| ۱۹۲۸   | ۳۲             | ۲              | ۱              | ۱              | ۴              | ۱۷             |
| ۱۹۳۲   | شرکت نکرده است | شرکت نکرده است | شرکت نکرده است | شرکت نکرده است | شرکت نکرده است | شرکت نکرده است |
| ۱۹۳۶   | ۵۴             | ۲              | ۱              | ۲              | ۵              | ۱۵             |
| ۱۹۴۸   | ۸۵             | ۲              | ۲              | ۱              | ۵              | ۱۶             |
| ۱۹۵۲   | ۱۰۶            | ۰              | ۰              | ۱              | ۱              | ۴۰             |
| ۱۹۵۶   | ۳              | ۰              | ۰              | ۰              | ۰              | –              |
| ۱۹۶۰   | ۷۴             | ۰              | ۱              | ۱              | ۲              | ۳۰             |
| ۱۹۶۴   | ۷۳             | ۰              | ۰              | ۰              | ۰              | –              |
| ۱۹۶۸   | ۳۰             | ۰              | ۰              | ۰              | ۰              | –              |
| ۱۹۷۲   | ۲۳             | ۰              | ۰              | ۰              | ۰              | –              |
| ۱۹۷۶   | ۲۹             | ۰              | ۰              | ۰              | ۰              | –              |
| ۱۹۸۰   | شرکت نکرده است | شرکت نکرده است | شرکت نکرده است | شرکت نکرده است | شرکت نکرده است | شرکت نکرده است |
| ۱۹۸۴   | ۱۱۴            | ۰              | ۱              | ۰              | ۱              | ۳۳             |
| ۱۹۸۸   | ۴۹             | ۰              | ۰              | ۰              | ۰              | –              |
| ۱۹۹۲   | ۷۵             | ۰              | ۰              | ۰              | ۰              | –              |
| ۱۹۹۶   | ۲۹             | ۰              | ۰              | ۰              | ۰              | –              |
| ۲۰۰۰   | ۸۹             | ۰              | ۰              | ۰              | ۰              | –              |
| ۲۰۰۴   | ۹۷             | ۱              | ۱              | ۳              | ۵              | ۴۶             |
| ۲۰۰۸   | ۱۰۳            | ۰              | ۰              | ۲              | ۲              | ۸۰             |
| ۲۰۱۲   | ۱۱۳            | ۰              | ۳              | ۱              | ۴              | ۵۶             |
| ۲۰۱۶   | ۱۱۹            | ۰              | ۰              | ۳              | ۳              | ۶۶             |
| ۲۰۲۰   | ۱۳۲            | ۱              | ۱              | ۴              | ۶              | ۵۴             |
| ۲۰۲۴   | ۱۶۴            | ۱              | ۱              | ۱              | ۳              | ۵۲             |
| ۲۰۲۸   |                |                |                |                |                |                |
| ۲۰۳۲   |                |                |                |                |                |                |
| کل     | کل             | ۹              | ۱۲             | ۲۱             | ۴۲             | –              |

| بازی‌ها | ورزشکاران    | طلا          | نقره         | برنز         | مجموع        | رتبه         |
| ۱۹۸۴   | ۱            | ۰            | ۰            | ۰            | ۰            | –            |
| ۱۹۸۸   | شرکت نکرد    |              |              |              |              |              |
| ۱۹۹۲   | شرکت نکرد    |              |              |              |              |              |
| ۱۹۹۴   | شرکت نکرد    |              |              |              |              |              |
| ۱۹۹۸   | شرکت نکرد    |              |              |              |              |              |
| ۲۰۰۲   | شرکت نکرد    |              |              |              |              |              |
| ۲۰۰۶   | شرکت نکرد    |              |              |              |              |              |
| ۲۰۱۰   | شرکت نکرد    |              |              |              |              |              |
| ۲۰۱۴   | شرکت نکرد    |              |              |              |              |              |
| ۲۰۱۸   | شرکت نکرد    |              |              |              |              |              |
| ۲۰۲۲   | شرکت نکرد    |              |              |              |              |              |
| ۲۰۲۶   | رویداد آینده | رویداد آینده | رویداد آینده | رویداد آینده | رویداد آینده | رویداد آینده |
| مجموع  | مجموع        | ۰            | ۰            | ۰            | ۰            | –            |

## فهرست مدال‌آوران
| مدال | نام                 | بازی‌ها | ورزش         | رویداد                      |
| ---- | ------------------- | ------ | ------------ | --------------------------- |
| طلا  | السید نصیر          | ۱۹۲۸   | وزنه‌برداری   | وزن سبک‌وزن مردان            |
| طلا  | ابراهیم مصطفی       | ۱۹۲۸   | کشتی         | وزن سبک‌وزن مردان            |
| نقره | فرید سمیکه          | ۱۹۲۸   | شیرجه        | پلتفرم ۱۰ متر مردان         |
| برنز | فرید سمیکه          | ۱۹۲۸   | شیرجه        | تخته فنری ۳ متر مردان       |
| طلا  | انور مصباح          | ۱۹۳۶   | وزنه‌برداری   | وزن سبک مردان               |
| طلا  | خضر التونی          | ۱۹۳۶   | وزنه‌برداری   | وزن میان‌وزن مردان           |
| نقره | صالح سلیمان         | ۱۹۳۶   | وزنه‌برداری   | وزن پر وزن مردان            |
| برنز | ابراهیم شمس         | ۱۹۳۶   | وزنه‌برداری   | وزن پر وزن مردان            |
| برنز | ابراهیم واصف        | ۱۹۳۶   | وزنه‌برداری   | وزن سبک‌وزن مردان            |
| طلا  | محمود فیاض          | ۱۹۴۸   | وزنه‌برداری   | وزن پر وزن مردان            |
| طلا  | ابراهیم شمس         | ۱۹۴۸   | وزنه‌برداری   | وزن سبک مردان               |
| نقره | عطیه حموده          | ۱۹۴۸   | وزنه‌برداری   | وزن سبک مردان               |
| نقره | محمود حسن           | ۱۹۴۸   | کشتی         | وزن کم‌وزن مردان             |
| برنز | ابراهیم عرابی       | ۱۹۴۸   | کشتی         | وزن سبک‌وزن مردان            |
| برنز | عبدالعال راشد       | ۱۹۵۲   | کشتی         | وزن پر وزن مردان            |
| نقره | عثمان السید         | ۱۹۶۰   | کشتی         | وزن پر وزن مردان            |
| برنز | عبدالمنعم الجندی    | ۱۹۶۰   | بوکس         | وزن پر وزن مردان            |
| نقره | محمد علی رشوان      | ۱۹۸۴   | جودو         | وزن باز                     |
| طلا  | کرم ابراهیم جابر    | ۲۰۰۴   | کشتی         | وزن سبک‌وزن ۹۶ کیلوگرم مردان |
| نقره | محمد علی            | ۲۰۰۴   | بوکس         | وزن سنگین مردان             |
| برنز | احمد اسماعیل الشامی | ۲۰۰۴   | بوکس         | وزن سبک‌وزن مردان            |
| برنز | محمد السید          | ۲۰۰۴   | بوکس         | وزن سنگین مردان             |
| برنز | تامر بیومی          | ۲۰۰۴   | تکواندو      | وزن ۵۸ کیلوگرم مردان        |
| برنز | هشام مصباح          | ۲۰۰۸   | جودو         | وزن −۹۰ کیلوگرم مردان       |
| برنز | عبیر عبدالرحمان     | ۲۰۰۸   | وزنه‌برداری   | وزن ۶۹ کیلوگرم زنان         |
| نقره | علاءالدین ابوالقاسم | ۲۰۱۲   | شمشیربازی    | شمشیربازی فلز مردان         |
| نقره | عبیر عبدالرحمان     | ۲۰۱۲   | وزنه‌برداری   | وزن ۷۵ کیلوگرم زنان         |
| نقره | کرم ابراهیم جابر    | ۲۰۱۲   | کشتی         | وزن ۸۴ کیلوگرم مردان        |
| برنز | طارق یحیی           | ۲۰۱۲   | وزنه‌برداری   | وزن ۸۵ کیلوگرم مردان        |
| برنز | محمد ایهاب          | ۲۰۱۶   | وزنه‌برداری   | وزن ۷۷ کیلوگرم مردان        |
| برنز | ساره احمد           | ۲۰۱۶   | وزنه‌برداری   | وزن ۶۹ کیلوگرم زنان         |
| برنز | هدایه ملاک          | ۲۰۱۶   | تکواندو      | وزن ۵۷ کیلوگرم زنان         |
| طلا  | فریال عبدالعزیز     | ۲۰۲۰   | کاراته       | وزن +۶۱ کیلوگرم زنان        |
| نقره | احمد الجندی         | ۲۰۲۰   | پنج‌گانه مدرن | مردان                       |
| برنز | هدایه ملاک          | ۲۰۲۰   | تکواندو      | وزن ۶۷ کیلوگرم زنان         |
| برنز | سیف عیسی            | ۲۰۲۰   | تکواندو      | وزن ۸۰ کیلوگرم مردان        |
| برنز | محمد ابراهیم السید  | ۲۰۲۰   | کشتی         | وزن سبک‌وزن ۶۷ کیلوگرم مردان |
| برنز | جیانا فاروک         | ۲۰۲۰   | کاراته       | وزن −۶۱ کیلوگرم زنان        |
| طلا  | احمد الجندی         | ۲۰۲۴   | پنج‌گانه مدرن | مردان                       |
| نقره | ساره احمد           | ۲۰۲۴   | وزنه‌برداری   | وزن ۸۱ کیلوگرم زنان         |
| برنز | محمد السید          | ۲۰۲۴   | شمشیربازی    | شمشیربازی اپه مردان         |

## پرچم‌داران
| بازی‌ها | ورزشکار                        | ورزش                    |
| ------ | ------------------------------ | ----------------------- |
| ۱۹۱۲   | احمد حسنین                     | شمشیربازی               |
| ۱۹۲۰   |                                |                         |
| ۱۹۲۴   |                                |                         |
| ۱۹۲۸   |                                |                         |
| ۱۹۳۲   | عدم شرکت                       | عدم شرکت                |
| ۱۹۳۶   | فتح‌الله عبدالرحمن              | شمشیربازی               |
| ۱۹۴۸   |                                |                         |
| ۱۹۵۲   |                                |                         |
| ۱۹۵۶   |                                |                         |
| ۱۹۶۰   |                                |                         |
| ۱۹۶۴   |                                |                         |
| ۱۹۶۸   |                                |                         |
| ۱۹۷۲   | کمال کامل محمد                 | بسکتبال                 |
| ۱۹۷۶   |                                |                         |
| ۱۹۸۰   | عدم شرکت                       | عدم شرکت                |
| ۱۹۸۴   | محمد سید سلیمان                | بسکتبال                 |
| ۱۹۸۸   | محمد خورشید                    | تیراندازی               |
| ۱۹۹۲   | محمد خورشید                    | تیراندازی               |
| ۱۹۹۶   | حسام عبدالله (بازیکن هندبال)   | هندبال                  |
| ۲۰۰۰   | یحیی رشوان                     | تکواندو                 |
| ۲۰۰۴   | علی ابراهیم                    | روئینگ                  |
| ۲۰۰۸   | کرم ابراهیم جابر               | کشتی                    |
| ۲۰۱۲   | هشام مصباح                     | جودو                    |
| ۲۰۱۶   | احمد الاحمر                    | هندبال                  |
| ۲۰۲۰   | هدایه ملاک علاءالدین ابوالقاسم | تکواندو شمشیربازی       |
| ۲۰۲۴   | ساره احمد احمد الجندی          | وزنه‌برداری پنج‌گانه مدرن |

| بازی‌ها | ورزشکار     | ورزش        |
| ------ | ----------- | ----------- |
| ۱۹۸۴   | جمیل الریدی | اسکی آلپاین |